# Tamburin
A tamburin  kisebb kézi dobok több változatának a neve. Számos népzenében és zenei formában megtalálható hangszer: a baszk, török, görög, olasz, perzsa, arab stb. népzenében, szamba, gospel, pop, country vagy rockzenében is használják.
Az Európában ismertebb tamburinfélék: a spanyol tambora (pandero), tamborcillo, a Baleár-szigeteken játszott tamboril, a provencei és katalán tambourin, az olasz tamburello és az észak-afrikai tamburu.

## Baszk csörgődob
A hagyományos baszk csörgődobnál (pandero) fa- vagy fémlemez-abroncsok közé vékonyabb bőr van kifeszítve s a szélein kisebb-nagyobb csörgőlemezekkel van ellátva, melyek a megérintésnél vagy a megrázásnál élénk zajt okoz. A zenében csak ritmikus jelentőséggel bír. A baszk táncosnők hagyományos hangszere, balkézben tartott lapos dob. Jobbkézzel ritmikusan ütik vagy balkézzel rázzák (tremolo). A jobbkéz hüvelykujját a ruganyos hártyán könnyen végighúzva, sajátos pergés idézhető elő. 

## Provence
A Provence-i és katalán tambourin egy kézi dob, síppal vagy furulyával ellátva. A zenész az egyik kezével egy ütővel üt egy vállára akasztott hosszúkás dobot, míg a másik kezén egy három lyukú furulyán (galoubet) játszik.

## Képek

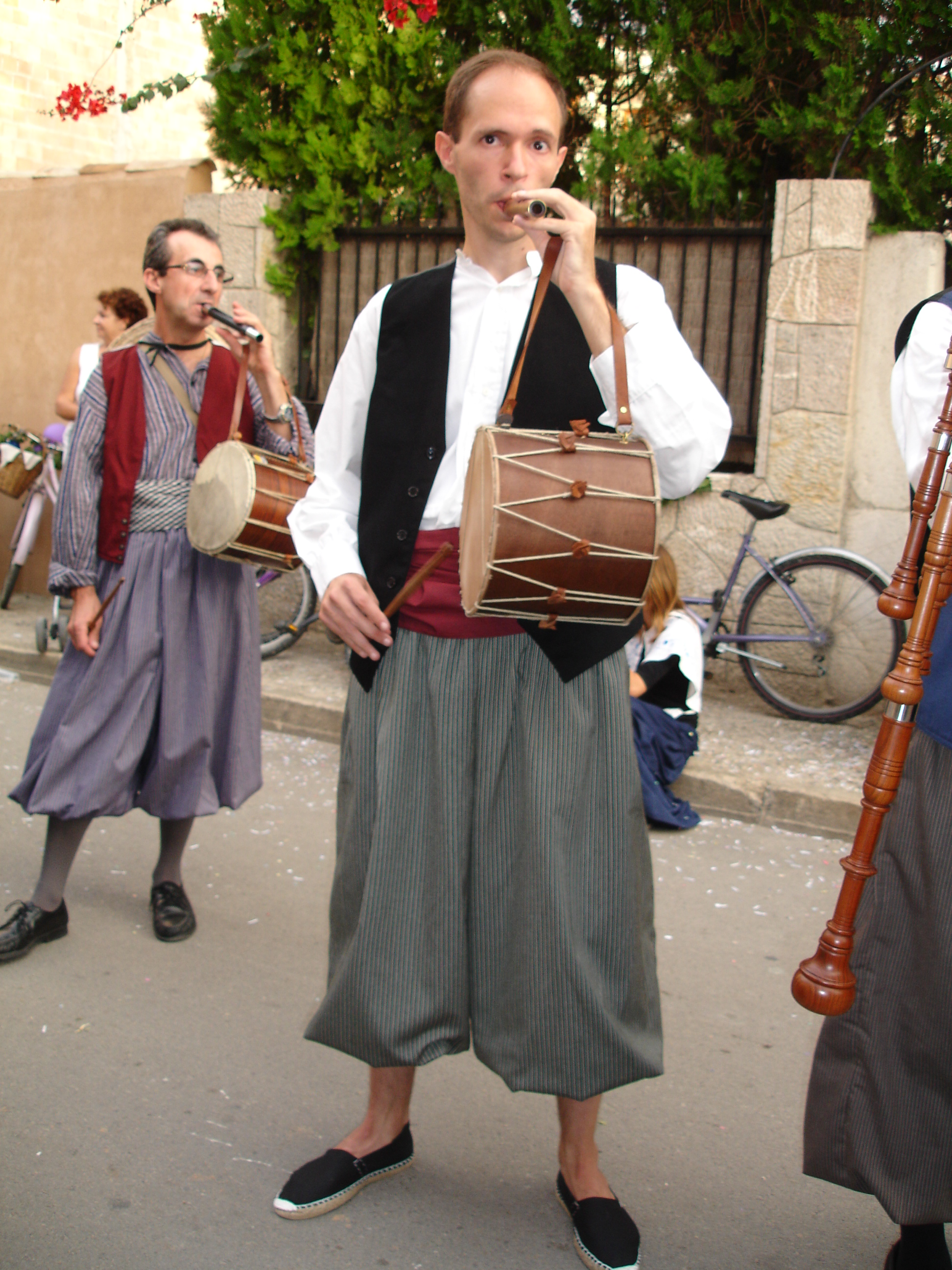
Katalán és provencei tamburin
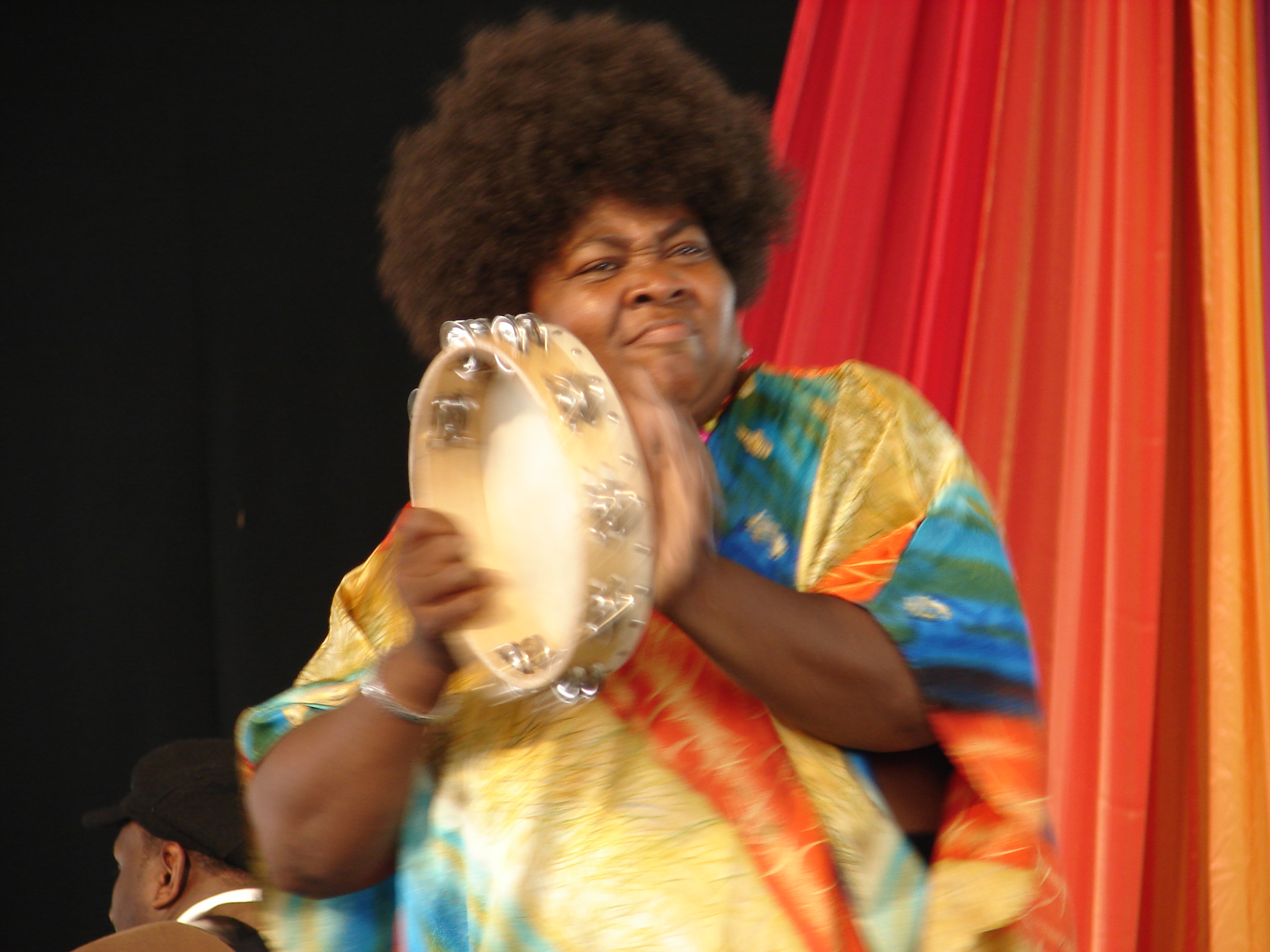
Egy dzsesszben használt tamburin
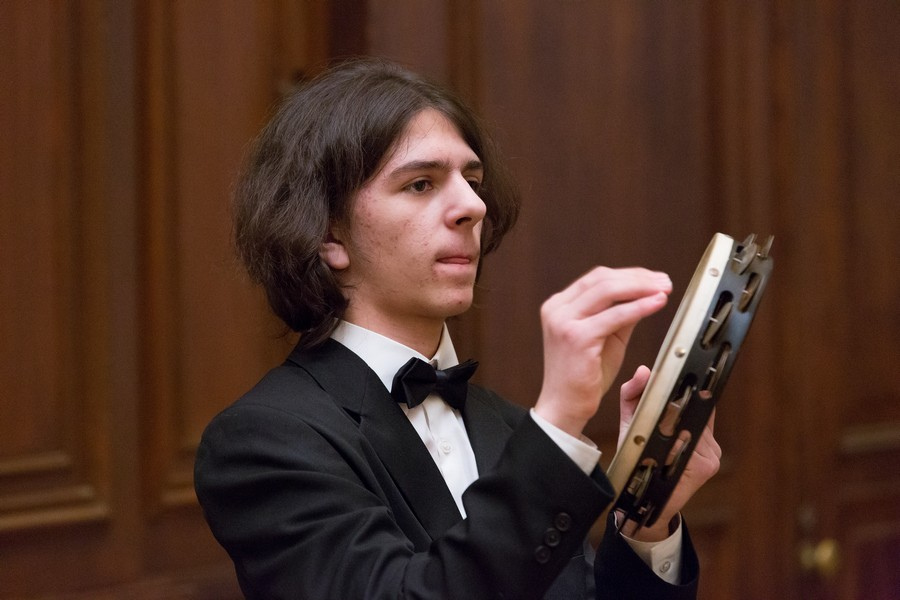
Klasszikus zenében használt csörgős tamburin
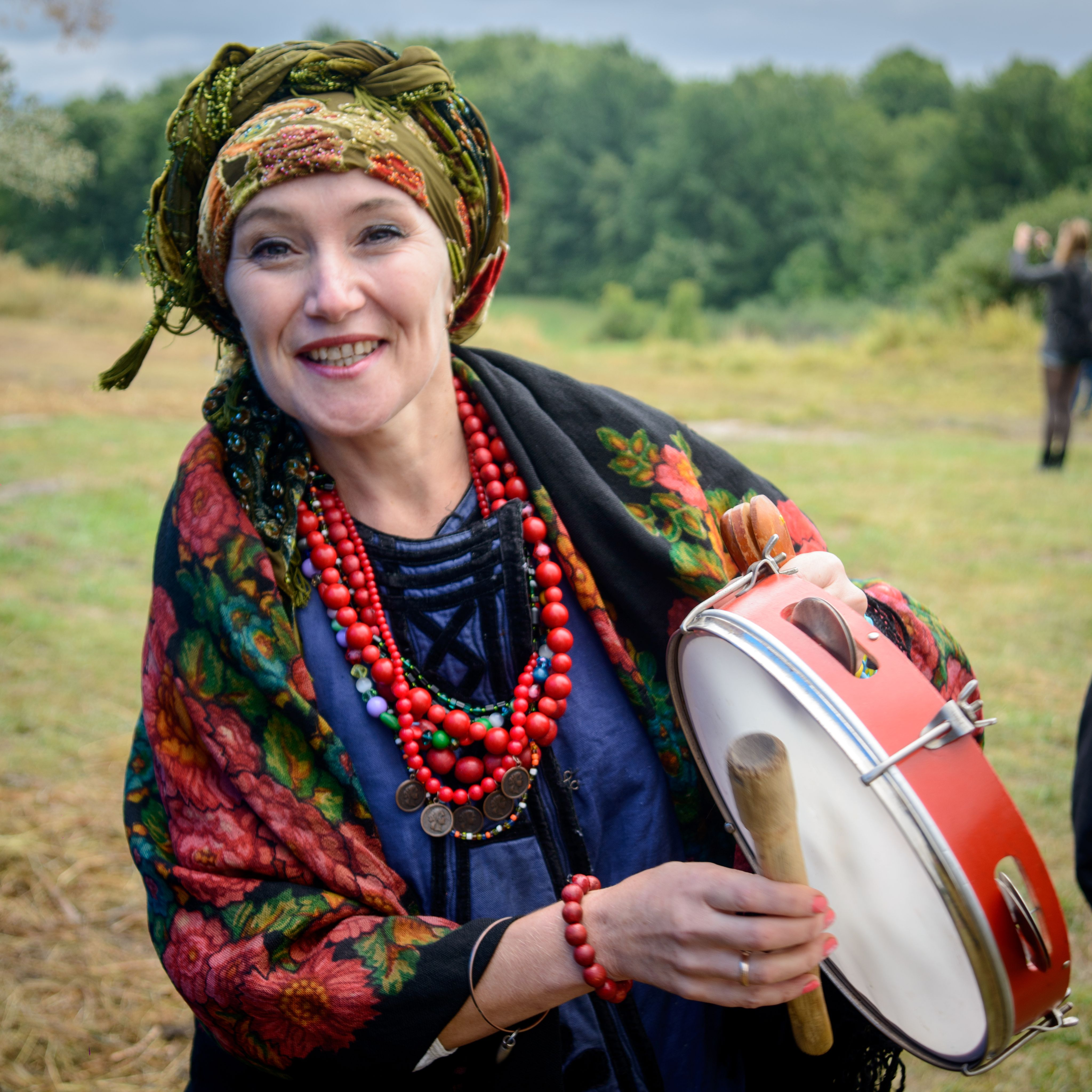
Ukrajnai tamburin
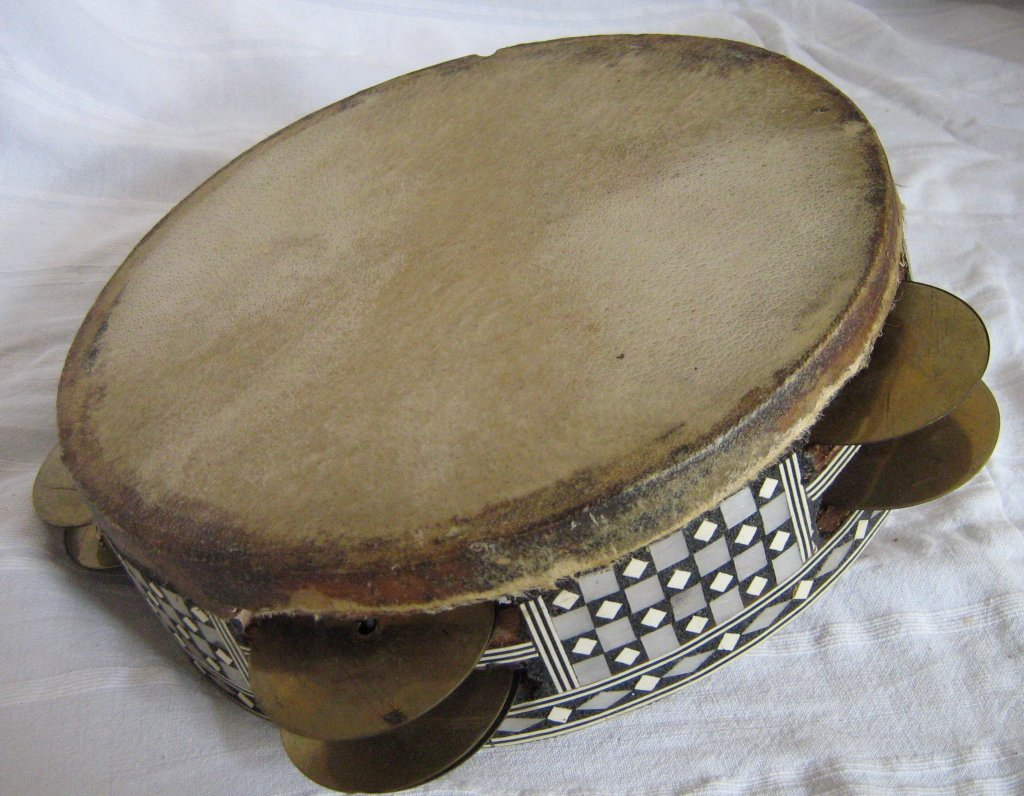
Arab tamburin (riq)